# Kosakowo (gemeente)
De gemeente Kosakowo is een landgemeente in het Poolse woiwodschap Pommeren, in powiat Pucki.
De gemeente bestaat uit 10 administratieve plaatsen solectwo: Dębogórze, Dębogórze Wybudowanie, Kazimierz, Kosakowo, Mechelinki, Mosty, Pierwoszyno, Pogórze, Rewa, Suchy Dwór
De zetel van de gemeente is in Kosakowo.
Op 30 juni 2004 telde de gemeente 7630 inwoners.

## Oppervlakte gegevens
In 2002 bedroeg de totale oppervlakte van gemeente Kosakowo 47,37 km², waarvan:
- agrarisch gebied: 54%
- bossen: 12%

De gemeente beslaat 8,24% van de totale oppervlakte van de powiat.

## Demografie
Stand op 30 juni 2004:
| Omschrijving                   | Totaal | Totaal | Vrouwen | Vrouwen | Mannen | Mannen |
| ------------------------------ | ------ | ------ | ------- | ------- | ------ | ------ |
| eenheid                        | aantal | %      | aantal  | %       | aantal | %      |
| inwoners                       | 7630   | 100    | 3791    | 49,7    | 3839   | 50,3   |
| bevolkingsdichtheid (inw./km²) | 161,1  | 161,1  | 80      | 80      | 81     | 81     |

In 2002 bedroeg het gemiddelde inkomen per inwoner 2256,6 zł.

## Aangrenzende gemeenten
Gdynia, Puck, Rumia. De gemeente grenst aan de Oostzee.